# Vojislav Melić
Vojislav "Vojkan" Melić (Šabac, 5 de janeiro de 1940 - 6 de abril de 2006) foi um futebolista iugoslavo que atuava como meia.

## Carreira
Vojislav Melić fez parte do elenco da Seleção Iugoslava na Copa do Mundo de 1962.